# Sforzato di Valtellina
Der Sforzato di Valtellina oder Sfursat di Valtellina ist ein trockener italienischer Rotwein, der im Veltlin (italienisch Valtellina) in der Provinz Sondrio (Region Lombardei) erzeugt wird. Er war seit 1968 im Rahmen einer „kontrollierten Herkunftsbezeichnung“ (DOC) und ist seit 2003 im Rahmen einer „kontrollierten und garantierten Herkunftsbezeichnung“ (DOCG) geschützt. Die Erzeugung und Inverkehrbringung wird durch das „Disciplinare di produzione dei vini a denominazione di origine controllata e garantita "SFORZATO DI VALTELLINA" O "SFURSAT DI VALTELLINA"“ (i.F. Disciplinare) geregelt.

## Traubenerzeugung
Das „Disciplinare“ Artikel 3 beschränkt den Anbau der Trauben auf einen etwa 40 Kilometer langen Bereich orographisch rechts der Adda, von der Gemeinde Ardenno im Westen bis zur Gemeinde Tirano im Osten jeweils einschließlich, nordseitig der Trasse der Strada Statale 38 dello Stelvio (SS. Nr. 38) bis hinauf in eine Höhe von 700 m über dem Meeresspiegel, in Italien bezogen auf den Pegel Genua. In den Gemeinden Piateda und Ponte in Valtellina ist der Anbau auch südseitig der SS Nr. 38 bis zur Adda erlaubt. Orographisch links der Adda in der Gemeinde Villa di Tirano Fraktion Stazzona sowie in der Gemeinde Albosaggia ist das zur Adda abfallende Gelände zwischen dem Flussbett und einer Höhe von 600 m über dem Meeresspiegel ebenfalls zulässig.
Nach Artikel 4 ist ein Hektar (ha) Rebfläche bei Neu- und Wiederanpflanzungen mit mindestens 3500 (zuvor 4000) Reben zu bestocken. Die Trauben müssen bei der Ernte einen möglichen Alkoholgehalt von mindestens 11 Vol.-% sicherstellen. Die Traubenproduktion ist auf 8000 Kilogramm/ha beschränkt. Wird sie um bis zu 20 % überschritten, hat ein Wein aus der Übermenge keinen Anspruch auf die geschützte Herkunftsbezeichnung.
Die Ernte der Trauben erfolgt meist zwischen Ende September bis etwa Mitte Oktober. Artikel 9 A) 2. beschreibt, wie die Trauben nach sorgfältiger Auslese traditionell von der Ernte bis Ende Januar, oder in manchen Jahren sogar bis Februar/März, auf den Dachböden in der Winterkälte ruhten und antrockneten, bis der Wassergehalt der Trauben um etwa 30 % reduziert war.

## Kelterung, Vinifikation, Inverkehrbringung
Heute erlaubt das „Disciplinare“ Artikel 5 die Kelterung (italienisch pigiatura) bereits ab dem 1. Dezember (zuvor 10. Dezember). In diesem Zeitpunkt müssen die angetrockneten Trauben einen späteren Alkoholgehalt von mindestens 14 Vol.-% gewährleisten. Zahlreiche Winzer und Weinhäuser keltern ihren Sforzato bereits im Dezember, wie sich aus den Datenblättern ihrer Weine ergibt. Aus dem angetrockneten Traubengut dürfen maximal 40 Hektoliter (hl) Sforzato je ha Anbaufläche gekeltert werden. Eine Übermenge von bis zu 10 % ist zulässig, darf aber nur als Valtellina Rosso DOC vermarktet werden.
Der Wein ist zu mindestens 90 % aus der Rebsorte Nebbiolo zu keltern, die im Veltlin (nach dem Städtchen Chiavenna) als „Chiavennasca“ bezeichnet wird. Bis zu 10 % dürfen von anderen roten, nicht aromatischen Trauben stammen, die für die Weinerzeugung in der Lombardei geeignet sind. Die Mehrzahl der Winzer und Weinhäuser erzeugt ihren Sforzato reinsortig.
Der Sforzato darf frühestens, beginnend mit dem auf die Ernte folgenden 1. April, nach einer Ausbaudauer von 20 Monaten, wovon 12 Monate im (nicht näher bezeichneten) Holzfass erfolgen müssen, in den Verkehr gebracht werden.
Nach Artikel 8 muss auf den Flaschen stets das Jahr der Ernte der Trauben angegeben werden. Zulässig sind Flaschen mit einem Füllvermögen von mindestens 0,375 Liter (so genannte halbe Flaschen) und maximal 5 Liter, in der Form von Bordeaux- (italienisch bordolese) und Burgunder-Weinflaschen (italienisch borgognotta) aus dunklem Glas. Die Flaschen sind mit einem Stopfen (früher aus Naturkork) bündig mit dem Flaschenhals (italienisch „tappo raso bocca“) zu verschließen. Die Abfüllung ist auch im Val Poschiavo in der Schweiz erlaubt.

## Sforzato als Nischenprodukt
Der Sforzato ist, bezogen auf die gesamte Weinerzeugung der Valtellina, ein Nischenprodukt:
Im Jahr 2018 wurden auf 68,55 ha Rebfläche 216.212 Liter erzeugt. Abgefüllt wurden 238.302 Liter.
Im Jahr 2019 waren es von 83,06 ha Rebfläche 257.829 Liter Erzeugung. Abgefüllt wurden 242.441 Liter.
Und im Jahr 2020 wurden auf 80,39 ha Rebfläche 225.518 Liter erzeugt. Abgefüllt wurden 177.264 Liter.
Im Durchschnitt dieser drei Jahre wurden ca. 233.000 Liter erzeugt, das entspricht ca. 311.000 Flaschen à 0,75 Liter. Abgefüllt wurden im Durchschnitt 219.000 Liter, das entspricht etwa 292.000 Flaschen à 0,75 Liter.

## Organoleptik und Analytik
Laut „Disciplinare“ Artikel 6 werden gefordert:
- Farbe: rubinrot, bisweilen mit granatroten Reflexen
- Geruch: intensiv mit Noten von reifen Früchten, reichhaltig
- Geschmack: sehr weich, trocken, strukturiert und mit Charakter, mit möglicher Holznote
- Alkoholgehalt: mindestens 14,0 Vol.-%
- Säuregehalt: mind. 4,0 g/l (zuvor mindestens 4,5 g/l)
- Trockenextrakt: mind. 27,0 g/l